# Gone to Earth (David Sylvian)
Gone to Earth è il terzo album di studio di David Sylvian, pubblicato dalla Virgin il 13 settembre del 1986.

## Descrizione
Gone to Earth è un doppio album: il primo disco contiene canzoni, il secondo brani strumentali eseguiti quasi interamente dallo stesso Sylvian, salvo singoli interventi solistici di musicisti ospiti.
La title track e due brani del secondo disco sono composti da Sylvian assieme al chitarrista Robert Fripp, ospite complessivamente su sette tracce. Il brano strumentale Answered Prayers è firmato da Sylvian e Bill Nelson.
Tre brani includono frammenti parlati, tratti da nastri di repertorio anteriori alla produzione del disco:
- il brano Gone to Earth ospita brevemente la voce del matematico e filosofo John G. Bennett (1897-1974),[2] allievo di Georges I. Gurdjieff e fondatore della Internal Academy for Continuous Education presso la quale Fripp si ritirò dal 1975 al 1977 dopo il primo scioglimento dei King Crimson: il chitarrista aveva già utilizzato spezzoni di discorsi di Bennett nei suoi album Exposure (1979) e The League of Gentlemen (1981)[3] e fornì anche il nastro con il passaggio in questione,[4] la cui inclusione si deve al fatto che lo stesso Sylvian aveva incominciato a leggere sia Gurdjieff che Bennett poco prima di registrare l'album.[4]
- The Healing Place si apre con un frammento di un'intervista del 1983 al pittore e scultore tedesco Joseph Beuys[2] in cui quest'ultimo auspica il superamento mediante l'arte di quei «sistemi» che agiscono a danno dell'umanità e della natura; Sylvian ha raccontato che, mentre lavorava a Gone To Earth, si era attivato per intervistare Beuys personalmente in modo da utilizzare poi estratti dell'eventuale conversazione lungo tutta la seconda parte dell'album, ma l'artista tedesco era morto prima che l'incontro potesse avere luogo (23 gennaio 1986).[4]
- All'inizio del brano Upon This Earth si ode il poeta e scrittore inglese Robert Graves recitare per intero una sua poesia dal titolo: The Foreboding.[4] Come Beuys, anche Graves era morto pochi mesi prima della realizzazione del disco, da cui la scelta di Sylvian di includerne la voce la cui paternità tuttavia – a differenza delle altre due – non è specificata in copertina.[4]

Dalla prima edizione in CD, pubblicata anch'essa nel 1986, furono omesse per motivi di spazio quattro delle dieci tracce strumentali originariamente contenute nel doppio LP in vinile. L'intero album fu successivamente incluso come CD doppio nel cofanetto: Weatherbox (1989). La versione rimasterizzata del 2003 infine, anch'essa doppia e completa, conteneva come tracce extra i remix dei brani: River Man, Gone To Earth e Camp Fire: Coyote Country.

## Tracce
Testi e musiche di David Sylvian, eccetto dove indicato.

### LP
Lato A
1. Taking the Veil – 4:40
2. Laughter & Forgetting – 3:18
3. Before the Bullfight – 9:20
4. Gone to Earth – 3:06 (testo: Sylvian – musica: Sylvian, Robert Fripp)

Lato B
1. Wave – 9:11
2. River Man – 4:54
3. Silver Moon – 6:19

Lato C
1. The Healing Place (strumentale) – 5:34
2. Answered Prayers (strumentale) – 3:10 (musica: Sylvian, Bill Nelson)
3. Where the Railroad Meets the Sea (strumentale) – 2:52
4. The Wooden Cross (strumentale) – 5:04
5. Silver Moon Over Sleeping Steeples (strumentale) – 2:22

Lato D
1. Camp Fire: Coyote Country (strumentale) – 3:51 (musica: Fripp, Sylvian)
2. A Bird of Prey Vanishes into a Bright Blue Cloudless Sky (strumentale) – 3:16
3. Home (strumentale) – 4:33
4. Sunlight Seen Through Towering Trees (strumentale) – 3:02
5. Upon This Earth (strumentale) – 6:30 (musica: Fripp, Sylvian)

### CD(prima edizione, 1986)
1. Taking the Veil – 4:40
2. Laughter & Forgetting – 3:18
3. Before the Bullfight – 9:20
4. Gone to Earth – 3:06 (musica: Sylvian, Fripp)
5. Wave – 9:11
6. River Man – 4:54
7. Silver Moon – 6:19
8. The Healing Place (strumentale) – 5:34
9. Answered Prayers (strumentale) – 3:10 (musica: Sylvian, Nelson)
10. Where the Railroad Meets the Sea (strumentale) – 2:52
11. The Wooden Cross (strumentale) – 5:04
12. Home (strumentale) – 4:33
13. Upon This Earth (strumentale) – 6:30 (musica: Sylvian, Fripp)

### CD(edizioni 2003 e 2014)
CD1
1. Taking the Veil – 4:40
2. Laughter & Forgetting – 3:18
3. Before the Bullfight – 9:20
4. Gone to Earth – 3:06 (musica: Sylvian, Fripp)
5. Wave – 9:11
6. River Man – 4:54
7. Silver Moon – 6:19

Tracce bonus
1. River Man (remix) – 4:24
2. Gone to Earth (remix) – 1:56 (musica: Sylvian, Fripp)
3. Campfire: Coyote Country (strumentale, remix) – 3:46 (musica: Sylvian, Fripp)

CD2
1. The Healing Place (strumentale) – 5:34
2. Answered Prayers (strumentale) – 3:10 (musica: Sylvian, Bill Nelson)
3. Where the Railroad Meets the Sea (strumentale) – 2:52
4. The Wooden Cross (strumentale) – 5:04
5. Silver Moon Over Sleeping Steeples (strumentale) – 2:22
6. Camp Fire: Coyote Country (strumentale) – 3:51 (musica: Fripp, Sylvian)
7. A Bird of Prey Vanishes into a Bright Blue Cloudless Sky (strumentale) – 3:16
8. Home (strumentale) – 4:33
9. Sunlight Seen Through Towering Trees (strumentale) – 3:02
10. Upon This Earth (strumentale) – 6:30 (musica: Fripp, Sylvian)

## Musicisti
I numeri delle tracce fra parentesi si riferiscono al doppio album in vinile.
- David Sylvian – voce, tastiere, chitarra, radio, atmosfera[2]
- Robert Fripp – chitarra elettrica, Frippertronics (tracce A1, A4, B1, B2, B3, D1, D5)
- Steve Jansen – batteria, percussioni, campionamenti di basso (tracce A1, A3, B1, B2, B3)
- Ian Maidman – basso (tracce A1, B2, B3)
- Richard Barbieri – tastiere (tracce A3, B1)
- Bill Nelson – chitarra (tracce A3, B2, C1, C2, D4)
- Kenny Wheeler – flicorno (tracce A2, A3)
- Mel Collins – sassofono soprano (tracce B2, B3)
- Harry Beckett – flicorno (traccia B5)
- Phil Palmer – chitarra acustica (traccia A1)
- John Taylor – pianoforte (traccia A2)
- B. J. Cole – pedal steel guitar (tracce B3; C5)
- Steve Nye – pianoforte (traccia C3)